# John Singer Sargent
John Singer Sargent (Florença, 12 de janeiro de 1856 — Londres, 14 de abril de 1925) foi um pintor de retratos, paisagens e aquarelista. Ao longo da sua carreira criou cerca de 900 pinturas a óleo e mais de 2 000 aquarelas, bem como inúmeros esboços e desenhos a carvão.
John Singer Sargent nasceu em Florença, Itália, filho de imigrantes norte-americanos. Viveu na Europa grande parte de sua vida e tornou-se um dos maiores retratistas e muralistas de seu tempo. Com a maestria técnica e a engenhosidade de seus trabalhos, retratou brilhantemente seus modelos, enfocando-lhes o refinamento aristocrático e a altivez. 

Estudou na Itália, na Academia de Belas Artes de Florença entre os anos de 1870 a 1874 e depois em Paris, sob a orientação do retratista francês Carolus-Duran (1838-1917), empreendendo uma longa e bem-sucedida carreira.

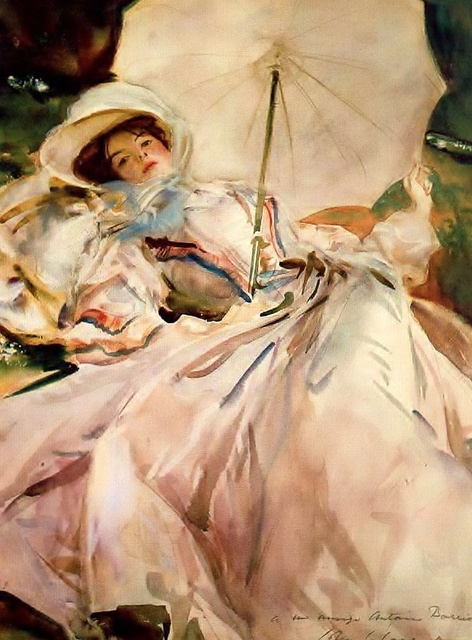
Lady with Parasol (Aguarela)1900

Sargent não se inclinou em nenhum movimento em particular, mas dialogou em seu tempo com as aristocracias e com as inovações artísticas. Por volta de 1883-84, retratou Virginie Amélie Avegno Gautreau (1859-1915), uma americana vinda de Nova Orleans que havia se mudado para Paris e se casado com o banqueiro Pierre Gautreau. O retrato tornou-se muito famoso e é conhecido como “Madame X”.
A pintura causou muita polêmica, pois originalmente mostrava Madame Gautreau com a alça do vestido eroticamente deslizada sobre seu ombro direito, algo que muito desagradou à crítica conservadora da época.
Não muito tempo depois do escândalo com o retrato “Madame X”, Sargent mudou-se para Londres, onde viveu pelo resto de sua vida. Ele guardou o quadro e cerca de trinta anos depois o vendeu para o Metropolitan Museum of Art.

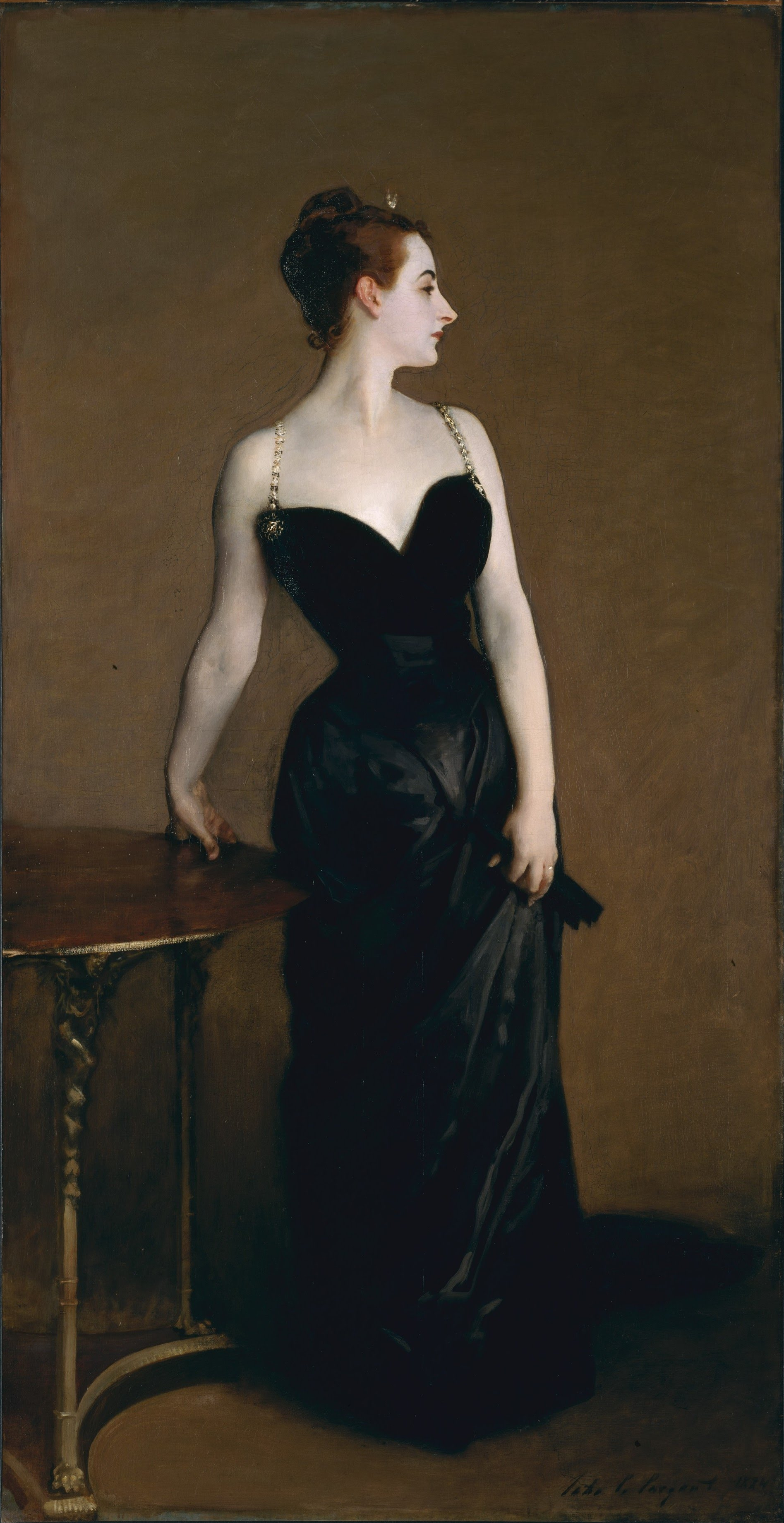
Madame X (Madame Pierre Gautreau), John Singer Sargent, 1884

Faleceu em Londres em 14 de abril de 1925, enquanto preparava-se para uma viagem para Boston, vítima de uma ataque cardíaco. Encontra-se sepultado em Brookwood Cemetery, Brookwood, Surrey na Inglaterra.

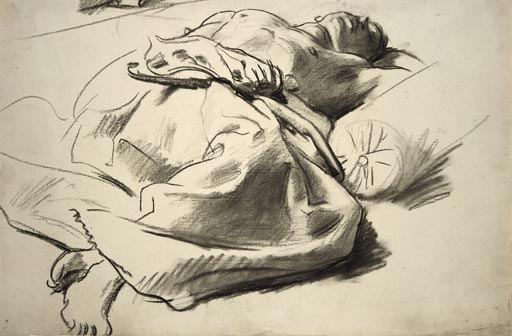
Desenho de Sargent.